# 543 Шарлотта
543 Шарлотта (543 Charlotte) — астероїд головного поясу, відкритий 11 вересня 1904 року Паулєм Ґьотцом у Гейдельберзі.